# Vlakernas demokratiska förbund
Vlakernas demokratiska förbund, Demokratski Sojuz na Vlasite od Makedonija (DSVM) är ett politiskt parti i Makedonien, som vill tillvarata den vlakiska minoritetens intressen.
I parlamentsvalet 2008 ingick DSVM i valkartellen Sol - koalition för Europa. I tidigare val har man varit en del av Tillsammans för Makedonien.